# خداش بن قتادة
خداش بن قتادة (المتوفي سنة 3 هـ) صحابي من الأنصار من بني عبيد بن زيد من الأوس، قال ابن الكلبي أنه شهد غزوة بدر، بينما لم يذكره ابن إسحاق فيمن شهدها من بني عبيد بن زيد بن مالك. استشهد خداش في غزوة أحد.